# Wushu vid asiatiska spelen 2022
Wushu vid asiatiska spelen 2022 hölls i Xiaoshan Guali Sports Centre i Hangzhou i Kina mellan den 24 och 28 september 2023.

## Program
| ● | Sista omgången | Å | Åttondelsfinaler | ¼ | Kvartsfinaler | ½ | Semifinaler | F | Final |

| Gren ↓ / Datum →                  | 24:e Sön | 25:e Mån | 26:e Tis | 27:e Ons | 28:e Tor |
| --------------------------------- | -------- | -------- | -------- | -------- | -------- |
| Herrarnas changquan               | ●        |          |          |          |          |
| Herrarnas nanquan och nangun      |          |          | ●        |          |          |
| Herrarnas taijiquan och taijijian |          | ●        |          |          |          |
| Herrarnas daoshu och gunshu       |          |          |          | ●        |          |
| Herrarnas sanda 56 kg             | Å        |          | ¼        | ½        | F        |
| Herrarnas sanda 60 kg             | Å        | Å        | ¼        | ½        | F        |
| Herrarnas sanda 65 kg             |          | Å        | ¼        | ½        | F        |
| Herrarnas sanda 70 kg             | Å        |          | ¼        | ½        | F        |
| Herrarnas sanda 75 kg             | Å        | ¼        |          | ½        | F        |
| Damernas changquan                |          | ●        |          |          |          |
| Damernas nanquan och nandao       |          |          | ●        |          |          |
| Damernas taijiquan och taijijian  | ●        |          |          |          |          |
| Damernas jianshu och qiangshu     |          |          |          | ●        |          |
| Damernas sanda 52 kg              | Å        |          | ¼        | ½        | F        |
| Damernas sanda 60 kg              | Å        | ¼        |          | ½        | F        |

## Medaljörer

### Herrarnastaolu
| Gren                  | Guld                       | Silver                          | Brons                           |
| Changquan             | Sun Peiyuan Kina           | Edgar Xavier Marvelo Indonesien | Song Chi Kuan Macao             |
| Nanquan / Nangun      | Harris Horatius Indonesien | Lee Yong-mun Sydkorea           | Huang Junhua Macao              |
| Taijiquan / Taijijian | Gao Haonan Kina            | Samuel Hui Hongkong             | Jones Llabres Inso Filippinerna |
| Daoshu / Gunshu       | Chang Zhizhao Kina         | Jowen Lim Singapore             | Seraf Naro Siregar Indonesien   |

### Herrarnassanda
| Gren  | Guld                         | Silver                       | Brons                          |
| 56 kg | Jiang Haidong Kina           | Arnel Mandal Filippinerna    | Avazbek Amanbekov Kirgizistan  |
| 56 kg | Jiang Haidong Kina           | Arnel Mandal Filippinerna    | Hua Văn Đoàn Vietnam           |
| 60 kg | Wang Xuetao Kina             | Shoja Panahigelehkolaei Iran | Gideon Fred Padua Filippinerna |
| 60 kg | Wang Xuetao Kina             | Shoja Panahigelehkolaei Iran | Kim Min-soo Sydkorea           |
| 65 kg | Afshin Salimi Toupghara Iran | Samuel Marbun Indonesien     | Jeon Seong-jin Sydkorea        |
| 65 kg | Afshin Salimi Toupghara Iran | Samuel Marbun Indonesien     | Clemente Tabugara Filippinerna |
| 70 kg | He Feng Kina                 | Mohsen Mohammadseifi Iran    | Zhang Huan-yi Kinesiska Taipei |
| 70 kg | He Feng Kina                 | Mohsen Mohammadseifi Iran    | Khalid Hotak Afghanistan       |
| 75 kg | Yousef Sabriabibegloo Iran   | Cai Feilong Macao            | Nasratullah Habibi Afghanistan |
| 75 kg | Yousef Sabriabibegloo Iran   | Cai Feilong Macao            | Temirlan Amankulov Kirgizistan |

### Damernastaolu
| Gren                  | Guld              | Silver                  | Brons                          |
| Changquan             | Li Yi Macao       | Liu Xuxu Hongkong       | Kimberly Ong Li Ling Singapore |
| Nanquan / Nandao      | Chen Huiying Kina | Tan Cheong Min Malaysia | Darya Latisheva Uzbekistan     |
| Taijiquan / Taijijian | Tong Xin Kina     | Basma Lachkar Brunei    | Chen Suijin Hongkong           |
| Jianshu / Qiangshu    | Lai Xiaoxiao Kina | Zahra Kiani Iran        | Dương Thúy Vi Vietnam          |

### Damernassanda
| Gren  | Guld            | Silver                          | Brons                             |
| 52 kg | Li Yueyao Kina  | Elaheh Mansoryan Samiroumi Iran | Tharisa Dea Florentina Indonesien |
| 52 kg | Li Yueyao Kina  | Elaheh Mansoryan Samiroumi Iran | Ayan Tursyn Kazakstan             |
| 60 kg | Wu Xiaowei Kina | Naorem Roshibina Devi Indien    | Nguyễn Thị Thu Thuỷ Vietnam       |
| 60 kg | Wu Xiaowei Kina | Naorem Roshibina Devi Indien    | Shahrbanoo Mansourian Iran        |

## Medaljtabell
| Nr                   | Nation               | Guld | Silver | Brons | Totalt |
| -------------------- | -------------------- | ---- | ------ | ----- | ------ |
| 1                    | Kina*                | 11   | 0      | 0     | 11     |
| 2                    | Iran                 | 2    | 4      | 1     | 7      |
| 3                    | Indonesien           | 1    | 2      | 2     | 5      |
| 4                    | Macao                | 1    | 1      | 2     | 4      |
| 5                    | Hongkong             | 0    | 2      | 1     | 3      |
| 6                    | Filippinerna         | 0    | 1      | 3     | 4      |
| 7                    | Sydkorea             | 0    | 1      | 2     | 3      |
| 8                    | Singapore            | 0    | 1      | 1     | 2      |
| 9                    | Brunei               | 0    | 1      | 0     | 1      |
| 9                    | Indien               | 0    | 1      | 0     | 1      |
| 9                    | Malaysia             | 0    | 1      | 0     | 1      |
| 12                   | Vietnam              | 0    | 0      | 3     | 3      |
| 13                   | Afghanistan          | 0    | 0      | 2     | 2      |
| 13                   | Kirgizistan          | 0    | 0      | 2     | 2      |
| 15                   | Kazakstan            | 0    | 0      | 1     | 1      |
| 15                   | Kinesiska Taipei     | 0    | 0      | 1     | 1      |
| 15                   | Uzbekistan           | 0    | 0      | 1     | 1      |
| Totalt (17 nationer) | Totalt (17 nationer) | 15   | 15     | 22    | 52     |

## Deltagande nationer
Totalt 196 idrottare från 28 nationer tävlade i wushu vid asiatiska spelen 2022:
- Afghanistan (4)
- Brunei (6)
- Filippinerna (8)
- Hongkong (7)
- Indien (10)
- Indonesien (12)
- Iran (13)
- Japan (6)
- Jemen (2)
- Kazakstan (6)
- Kina  (11)
- Kinesiska Taipei (10)
- Kirgizistan (4)
- Laos (3)
- Macao (9)
- Malaysia (7)
- Mongoliet (2)
- Myanmar (4)
- Nepal (12)
- Pakistan (4)
- Singapore (7)
- Sri Lanka (2)
- Sydkorea (11)
- Tadzjikistan (1)
- Thailand (10)
- Turkmenistan (6)
- Uzbekistan (6)
- Vietnam (13)